# Raons
Raons es un despoblado del municipio del Pont de Suert, en la Alta Ribagorza, provincia de Lérida, Cataluña, España. Formó parte al mismo tiempo (la línea del término pasaba por el medio del pueblo) de los antiguos términos de Llesp (parte occidental) y Malpás (la oriental) desde la promulgación de la Constitución de Cádiz, en 1812, hasta su incorporación a Pont de Suert en 1968. Actualmente, el antiguo pueblo está abandonado, y sólo queda la Borda de Servent, aparte de la iglesia.

## Descripción
El pueblo estaba a 1104,1 metros de altura, en un lado a la derecha del barranco de Raons. Se accede por una pista asfaltada, que lleva hacia el sudeste del kilómetro 0,5 de la LV-5212. Está al nornoroeste del pueblo de Malpás.
Su iglesia, sufragánea de San Pedro de Malpás, está dedicada a san Esteban. Está situada en el término de Llesp, mientras que la Borda de Servent se encuentra en el de Malpás. Esta iglesia era sufragánea de San Saturnino de Esperan y, por tanto, de Santa María de Erillcastell.

## Historia
El pueblo está documentado desde el año 1018, cuando fue donado al monasterio de Lavaix.
En 1787 Raons tenía 8 habitantes.
el geógrafo Pascual Madoz describe brevemente Rahons en su Diccionario geográfico de 1849. Describió el pequeño pueblo diciendo que estaba situado en una pequeña planicie al norte del cual se alzaba una alta montaña. Tenía una sola casa, una iglesia dedicada a san Esteban, anexa a la parroquia de Esperan, un cementerio al lado de la capilla, y una fuente a 5 minutos de camino. El terreno era escabroso, montañoso y áspero, con un prado de secano y un huerto de regadío. Se producía trigo, centeno, cebada y legumbres, y se criaban ovejas. La población era de un vecino (cabeza de familia) y 6 ánimas (habitantes).
Actualmente está despoblado, con parte de las casas que lo constituyen desaparecidas.